# کاخ زرین
کاخ زرین سیزدهمین رمان سلمان رشدی است که در سال ۲۰۱۷ منتشر شد. روزنامه انگلیسی گاردین در بررسی این رمان می نویسد: "رشدی در این رمان انگشت خود به سمت بحران ملی هویت در امریکا نشانه گرفته." با این حال تحلیلگر نیو ستیتسمن آنرا فقط کمی بیش از یک جستجوی گوگلی ساده و تلاشی برای قالب کردن یک فهرست ساده (listicle) به عنوان اثری ادبی دانسته."
برگردان فارسی این اثر با ترجمه عزیز حکیمی توسط نشر نبشت همزمان با انتشار نسخه انگلیسی اش منتشر شد.